# Liliane Bettencourt
Liliane Henriette Charlotte Bettencourt, född Schueller den 21 oktober 1922 i Paris, död 21 september 2017 i Neuilly-sur-Seine, var en fransk affärskvinna. Hon var en av världens rikaste kvinnor och världens sjuttonde rikaste person. Bettencourt ägde 27,5 % av L'Oreal som grundades av hennes far, Eugène Schueller, år 1937. Hennes förmögenhet uppskattades 2010 av Forbes till 20,0 miljarder dollar. Bettencourt var gift med André Bettencourt. Maken, som hade olika ministerposter, avled 2007. Liliane Bettencourt omyndigförklarades 2011.